# Hormiphora californiensis
Hormiphora californiensis är en kammanetart som först beskrevs av Torrey 1904.  Hormiphora californiensis ingår i släktet Hormiphora och familjen Pleurobrachiidae. Inga underarter finns listade i Catalogue of Life.